# Uffing am Staffelsee
Uffing am Staffelsee település Németországban, azon belül Bajorországban. Lakosainak száma 3069 fő (2023. december 31.).

## Népesség
A település népessége az elmúlt években az alábbi módon változott:
| Lakosok száma | 555  | 1638 | 1644 | 2194 | 2977 | 2991 | 2956 | 2974 | 3008 | 3069 |
|               | 1875 | 1950 | 1975 | 1987 | 2012 | 2014 | 2016 | 2017 | 2021 | 2023 |